# Gas CS
Gas CS és el nom comú del clorobenzilidè malononitril (fórmula química: C10H₅ClN₂), un gas lacrimogen generalment acceptat com a no-letal. El CS fou inventat l'any 1928 al Middlebury College per dos estatunidencs, Ben Corson i Roger Stoughton, prenent el nom del producte químic de les primeres lletres dels cognoms dels científics. El compost és en realitat un sòlid a temperatura ambient, encara que s'utilitza en forma d'aerosol.
El CS fou desenvolupat i provat en secret a Porton Down, Wiltshire, Anglaterra, a la dècada de 1950 i de 1960. Fou usat primer en animals, i posteriorment en voluntaris de l'Exèrcit britànic. En particular, el CS té un efecte limitat en els animals a causa del "subdesenvolupat conducte llagrimal i protecció del pelatge".

## Toxicitat
Encara que ha estat descrit com una arma no letal pel control de masses, molts estudis han aixecat dubtes sobre aquesta classificació. Tant com per crear greus danys pulmonars, com també danys significatius al cor i al fetge.
El 28 de setembre de 2000, el professor Dr. Uwe Heinrich publicà un estudi comissionat per John C. Danforth, de l'Oficina del Consell Especial dels Estats Units, per a investigar l'ús d'aquest gas per l'FBI en el component dels Davidians del Mont Carmel. L'estudi conclogué que la mortalitat de l'ús del gas CS podria haver estat determinat, principalment, per dues raons: si s'utilitzaven màscares de gas i si els ocupants es trobaven atrapats en una sala. Suggerí que si no s'usaven màscares i els ocupants es trobaven atrapats, llavors «...existeix una possibilitat distintiva que aquest tipus d'exposició al gas CS pot contribuir significativament o fins i tot tenir efectes letals».
Molts informes associen l'exposició al gas CS amb avortaments involuntaris. Això és consistent amb l'efecte clastogènic reportat en cèl·lules mamíferes.